# Veseljko Trivunović
Veseljko Trivunović (in serbo Весељко Тривуновић?; Banja Luka, 13 gennaio 1980) è un ex calciatore bosniaco naturalizzato serbo, di ruolo centrocampista.